# Ján Petráš
Ján Petráš (* 18. Februar 1986 in Bardejov) ist ein slowakischer Fußballspieler. Der Mittelfeldspieler steht seit Januar 2011 beim FC Spartak Trnava unter Vertrag. 

## Vereinskarriere
Petráš spielte in der Jugend beim Partizán Bardejov und ŠK Slovan Bratislava. Sein erster Profiverein war der slowakische Drittligist Partizán Bardejov. Im Januar 2011 wechselte er zum FC Spartak Trnava, er sollte in der B-Mannschaft spielen, aber er hat schon in der Rückrunde der Saison 2010/11 acht Spiele in der A-Mannschaft absolviert.